# Le Bousquet
Le Bousquet  es una localidad y comuna francesa, situada en el límite sur del departamento del Aude en la región de Languedoc-Roussillon, junto a Pirineos Orientales y el Ariège. 
A sus habitantes se les conoce por el gentilicio Bousquetois.

## Demografía
| 46 | 68 | 47 | 39 | 52 | 53 |
| Para los censos de 1962 a 1999 la población legal corresponde a la población sin duplicidades (Fuente: INSEE [Consultar]) |    |    |    |    |    |

(Población sans doubles comptes según la metodología del INSEE).

## Lugares de interés
- Antigua cruz de granito en el puerto de montaña de Garabeil
- Antiguo castillo